# American Head Charge
Az American Head Charge amerikai industrial/nu metal együttes. 1997-ben alakultak Minneapolis-ban. 2009-ben feloszlottak, majd 2011-ben újból összeálltak. Eredetileg Flux, Gestapo Pussy Ranch, illetve Warsaw Ghetto Pussy volt a nevük, ám ezek a nevek rövid életűek voltak. A "Flux" nevet közben egy másik együttes kezdte használni, így kénytelenek voltak megváltoztatni. Így lett American Head Charge a nevük. Korábbi basszusgitárosuk, Chad Hanks szerint ez a név nem jelent semmit.

## Tagok
- Cameron Heacock – ének (1997–2009, 2011–)
- Justin Fowler – billentyűk, sample, vokál (2000–2009, 2011–)
- Karma Singh Cheema – gitár (2004–2005, 2007–2009, 2011–)
- Benji Helberg – gitár (2005–2009, 2017–)
- Jeremiah "Major Trauma" Stratton – dob (2020-)

Korábbi tagok
- Chad Hanks (Banks) – basszusgitár (1997–2009, 2011–2017; 2017-ben elhunyt)[2]
- Jamie White – billentyűk, vokál (1997)
- Peter Harmon – dob (1997–2000)
- Wayne Kile – gitár (1999–2002)
- Aaron Zilch – sample, elektronika (1999-2003, 2015, 2017)
- Dave Rogers – gitár (1997–2003)
- Bryan Ottoson – gitár (2002-2005; 2005-ben elhunyt)[3]
- Dane Tuders – dob (2006–2009, 2017)
- Sin Quirin – gitár (2011–2012)
- Ted Hallows – gitár (2013–2016)
- Chris Emery – dob (2000–2006, 2011–2016), billentyűk, sample (1997–2000)

Koncerteken fellépő zenészek
- Nick Quijano – gitár (2006)
- Anthony Burke – gitár (2006, 2012)
- Krister Pihl - gitár (2012)
- Jeremiah "Major Trauma" Stratton – dob (2017)
- Michael Dwyer - basszusgitár (2017)
- Jordan Swanson - basszusgitár (2017)

## Diszkográfia
- Trepanation (1999)
- The War of Art (2001)
- The Feeding (2005)
- Tango Umbrella (2016)

## Egyéb kiadványok
- Can't Stop the Machine (CD/DVD, 2007)
- Shoot (EP, 2013)